# Wolfgang Mentrup
Wolfgang Mentrup (* 8. August 1935 in Coesfeld; † 20. November 2022) war ein deutscher Germanist und Sprachwissenschaftler.

## Leben und Wirken
Nach seiner Reifeprüfung 1956 in Coesfeld studierte Wolfgang Mentrup von 1956 bis 1963 Germanistik, Philosophie und Pädagogik an der Universität Münster. Das erste Staatsexamen für den höheren Schuldienst legte er 1961 ab und promovierte 1964 bei Jost Trier in Münster mit "Studien zum deutschen Wort Wüste" zum Dr. phil. Von 1964 bis 1972 arbeitete in der wissenschaftlichen Redaktion des "Dudens" in Mannheim. Anschließend wurde er Mitarbeiter am Institut für Deutsche Sprache Mannheim, wo er von 1975 bis 1985 die Abteilung "Grammatik und Lexik" leitete. 2002 trat er in den Ruhestand.
In seinen zahlreichen Veröffentlichungen beschäftigte sich Wolfgang Mentrup u. a. mit der Geschichte der deutschen Orthographie, ihren Regeln und der Rechtschreibreform, an der er maßgeblich beteiligt war. Weitere Arbeiten behandeln die Lexikographie.
Der Oberbürgermeister von Karlsruhe, Frank Mentrup, ist sein Sohn.

## Veröffentlichungen (Auswahl)
Als Autor
- Duden. Die Regeln der deutschen Rechtschreibung, an zahlreichen Beispielen erläutert (= Duden-Taschenbücher, Bd. 3). Bibliographisches Institut, Mannheim 1968, ISBN 3-411-01133-5 (2. überarb. Aufl. 1981, ISBN 3-411-01915-8).
- Duden: mahlen oder malen. Gleichklingende, aber verschieden geschriebene Wörter (= Duden-Taschenbücher, Bd. 13). Bibliographisches Institut, Mannheim 1971, ISBN 3-411-01143-2.
- Duden: Wann schreibt man groß, wann schreibt man klein? Regeln und ausführliches Wörterverzeichnis (= Duden-Taschenbücher, Bd. 6). 2. überarb. Aufl. Bibliographisches Institut, Mannheim 1981, ISBN 3-411-01916-6.
- Überlegungen zur lexikographischen Erfassung der Gemeinsprache und der Fachsprachen. In: Helmut Henne u. a. (Hrsg.): Interdisziplinäres deutsches Wörterbuch in der Diskussion (= Sprache der Gegenwart, Bd. 45). Schwann, Düsseldorf 1978, S. 48–77, ISBN 3-590-15645-7.
- Die gemäßigte Kleinschreibung. Diskussion einiger Vorschläge zu ihrer Regelung und Folgerungen (= Duden-Beiträge zu Fragen der Rechtschreibung, der Grammatik und des Stils, Bd. 44). Bibliographisches Institut, Mannheim 1979, ISBN 3-411-01761-9.
- Die Groß- und Kleinschreibung im Deutschen und ihre Regeln. Historische Entwicklung und Vorschlag zur Neuregelung (= Forschungsberichte / Institut für Deutsche Sprache Mannheim, Bd. 47). Narr, Tübingen 1979, ISBN 3-87808-647-4.
- Zur Zeichensetzung im Deutschen – die Regeln und ihre Reform oder: Müssen Duden-Regeln so sein, wie sie sind? (= Tübinger Beiträge zur Linguistik, Bd. 209). Narr, Tübingen 1983, ISBN 3-87808-209-6.
- Zur Pragmatik einer Lexikographie. Handlungsausschnitt – Sprachausschnitt – Wörterbuchausschnitt. Auch zur Beschreibung schwerer Wörter in med. Kommunikation; am Beispiel fachexterner Anweisungstexte (= Forschungsberichte / Institut für Deutsche Sprache Mannheim, Bd. 66). Narr, Tübingen 1988, ISBN 3-87808-666-0.
- Wo liegt eigentlich der Fehler? Zur Rechtschreibung und zu ihren Hintergründen. Klett, Stuttgart 1993, ISBN 3-12-311260-8.
- (mit Kerstin Steiger): Stationen der jüngeren Geschichte der Orthographie und ihrer Reform seit 1933. Zur Diskussion, Texttradition und -rezeption (= Studien zur deutschen Sprache, Bd. 29). Narr, Tübingen 2007, ISBN 3-8233-6026-4.

Als Herausgeber
- (Hrsg.): Fachsprachen und Gemeinsprache (= Sprache der Gegenwart, Bd. 46). Schwann, Düsseldorf 1979, ISBN 3-590-15646-5.
- (Hrsg.): Rechtschreibreform in der Diskussion (= Forschungsberichte / Institut für Deutsche Sprache Mannheim, Bd. 49). Narr, Tübingen 1979, ISBN 3-87808-649-0.
- (Mithrsg.): Zur Reform der deutschen Orthographie. Groos, Heidelberg 1979, ISBN 3-87276-218-4.
- (Hrsg.): Materialien zur historischen Entwicklung der Groß- und Kleinschreibungsregeln (= Reihe Germanistische Linguistik, Bd. 23). Niemeyer, Tübingen 1980, ISBN 3-484-10361-2.
- (Hrsg., mit Siegfried Grosse): Bürger, Formulare, Behörde (= Forschungsberichte / Institut für Deutsche Sprache Mannheim, Bd. 51). Narr, Tübingen 1980, ISBN 3-87808-651-2.
- (Hrsg., mit Siegfried Grosse): Anweisungstexte (= Forschungsberichte / Institut für Deutsche Sprache Mannheim, Bd. 54). Narr, Tübingen 1982, ISBN 3-87808-654-7.
- (Hrsg.): Konzepte zur Lexikographie. Studien zur Bedeutungserklärung in einsprachigen Wörterbüchern (= Reihe Germanistische Linguistik, Bd. 38). Niemeyer, Tübingen 1982, ISBN 3-484-31038-3.
- (Hrsg., mit Helmut Henne): Wortschatz und Verständigungsprobleme. Was sind "schwere Wörter" im Deutschen? (= Sprache der Gegenwart, Bd. 57). Schwann, Düsseldorf 1985, ISBN 3-590-15657-0.